# Новосёловка (Полтавский район)
Новосёловка (укр. Новоселівка) — село,
Новосёловский сельский совет,
Полтавский район,
Полтавская область,
Украина.
Код КОАТУУ — 5324084001. Население по переписи 2001 года составляло 673 человека. Население по данным 2020 года составляло 672 человека.
Является административным центром Новосёловского сельского совета, в который, кроме того, входят сёла
Бруновка,
Ольховый Рог,
Крюково,
Пасковка и
Терентиевка.

## Географическое положение
Село Новосёловка находится на левом берегу реки Свинковка,
выше по течению на расстоянии в 1,5 км расположено село Бруновка,
ниже по течению примыкает село Бочановка,
на противоположном берегу — сёла Терентиевка и Пасковка.
Через село проходит железная дорога, станция Свинковка.